# حسون ماجلان
حسون ماجلان (سبينوس ماجلانيكوس المعروف سابقا باسم كرديوليس ماجلانيكوس) المسمى أيضا بشويكة (أو كعتر) ماجلان أو الشويكة سوداء الرأس، هو نوع من الجواثم التي تنتمي إلى عائلة الشرشوريات.

## مورفولوجية
الذكر له رأس أسود، منطقة الظهر العلوية لها لون مخضرتقريبا ويزداد غمقًا ذهابا إلى نهايات الظهر حتى الذيل الذي بدوره يميل إلى اللون الأسود، أما الأجنحة فبها أشرطة صفراء تذكر بألوان الحسون المتألق. لون رأس الأنثى هو مشابه جدا للون المنطقة العلوية للظهر المخضرة. أما الصغار فهي تشبه الأنثى في اللون لكن أقل غمقا، تشبه كثيرا صغار الحسون.

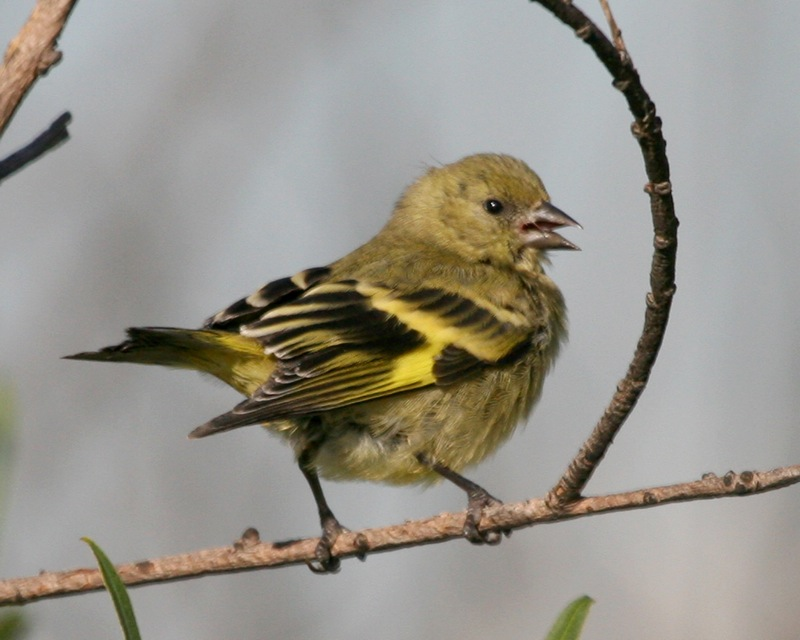
صغير
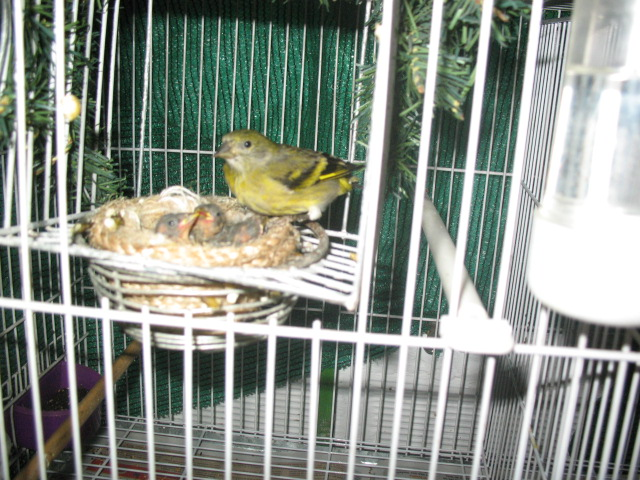
أنثى مع صغارها في القفص